# روبن پولیدو (بازیکن فوتبال، زاده ۲۰۰۰)
روبن پولیدو (انگلیسی: Rubén Pulido؛ زادهٔ ۲ سپتامبر ۲۰۰۰) بازیکن فوتبال اهل اسپانیا است.